# Jisrael Achat (1980)
Jisra'el Achat (hebräisch ישראל אחת, englisch One Israel, deutsch Ein Israel) ist eine ehemalige politische Gruppe in Israel.
Die Partei wurde während der Neunten Knesset, deren Legislaturperiode vom 13. Juni 1977 bis zum 20. Juli 1981 dauerte, als Abspaltung der Schlomzion gebildet. Die Schlomzion zog bei den Wahlen am 17. Mai 1977 mit Itzhak Itzhaky und Ariel Scharon in die Knesset ein.
Zu Beginn der Legislaturperiode formte sie ein Fraktionsbündnis mit dem Likud.
Durch das Camp-David-Abkommen und den Israelisch-Ägyptischen Friedensvertrag fühlten sich mehrere Abgeordnete nicht mehr in der Lage, die Regierung unter Menachem Begin zu unterstützen und verließen den Likud-Block. Itzhak Itzhaky gründete nach einem Monat als fraktionsloser Abgeordneter die Jisra'el Achat.

## Wahlergebnisse bei Knesset-Wahlen
| Wahl | Sitze | Minister | Anmerkungen                                      |
| ---- | ----- | -------- | ------------------------------------------------ |
| -    | 1     | -        | Entstand erst nach der Wahl 1977 durch Spaltung. |